# Caligo suzanna
Espèce
Caligo suzanna  est une espèce de lépidoptères (papillons) de la famille des Nymphalidae et de la sous-famille des Morphinae, de la tribu des Brassolini, et du genre Caligo.

## Historique et dénomination
L'espèce Caligo suzanna  a été décrit par le naturaliste français Achille Deyrolle en 1872 sous le nom initial de Pavonia suzanna.

## Taxinomie
Il fait partie du groupe du Caligo eurilochus.

## Description
Caligo suzanna  présente des ailes antérieures à bord costal bombé et bord externe concave. Le dessus est bleu marine très foncé avec aux ailes antérieures une bande postdiscale plus claire.
Le revers est marron marbré d'ocre doré, avec un très gros ocelle noir cerclé de jaune sur chaque aile postérieure mimant les yeux d'un hibou ou d'une grenouille arboricole.

## Écologie et distribution
Caligo suzanna est présent en Colombie.

### Protection
Pas de statut de protection particulier.